# Palácové zahrady pod Pražským hradem

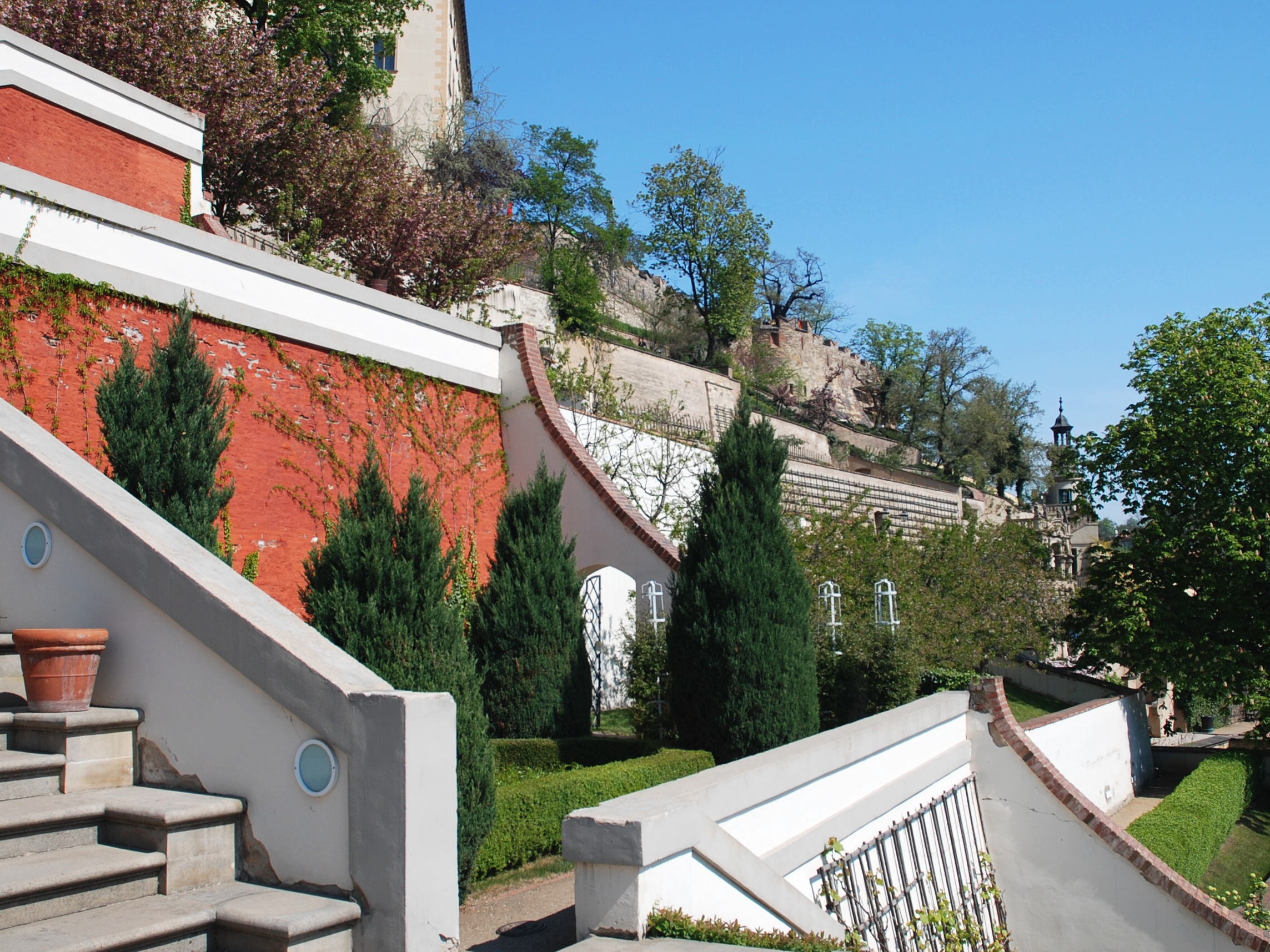
Palácové zahrady Pražského hradu při pohledu z Ledeburské zahrady

Palácové zahrady pod Pražským hradem jsou komplex několika historických, vzájemně propojených zahrad. Leží na území Malé Strany, na jižním svahu hradčanského vrchu. Původně byly budovány při šlechtických palácích a dodnes je zachován odlišný charakter jednotlivých samostatně řešených zahrad, jsou však spojeny do jednoho celku přístupného veřejnosti vchody z Valdštejnské ulice a ze zahrady Na Valech. Jsou ve vlastnictví státu (správu zajišťuje Národní památkový ústav).

## Historie
Původně neudržovaná jižní hradčanská stráň se od vlády Karla IV. začala proměňovat v malé vinice a zahrádky. V 16. století postupně ztratily hradby na jižním svahu hradčanského vrchu svou obrannou funkci, a proto byly částečně zbourány. Pozemky, zahrady a vinice skoupila šlechta a zámožnější měšťané. Časem malé užitkové zahrady vlastněné řemeslníky a měšťany zanikly a na místě začaly vznikat zahrady velké. Už v roce 1580 byla vytvořena dnešní Fürstenberská zahrada. Zahrady byly budovány jako renesanční italského typu a sloužily k odpočinku a potěšení vlastníků přilehlých paláců. Nejdéle byla zachována vinice v Ledenburské zahradě, ale i ta podlehla společně s dalšími zahradami zpustošení Švédy po dobytí Malé Strany 5. srpna 1648.
Při své následné obnově už byly zahrady budovány v barokní úpravě. Na zahradách se objevily terasy s plastikami, monumentální schodiště, kašny a vodotrysky, saly terreny, pavilony a galerie. Z vysoko položených teras se otevírají krásné pohledy na Malou Stranu a panoráma města. Na jižním hradčanském svahu tak postupem času vznikl souvislý pás zahrad.
V 2. polovině 20. století byly zahrady pro svůj chátrající stav uzavřeny. Kolem roku 1990 se započalo s náročnou rekonstrukcí zahrad trvající přes deset let. Ta probíhala ve třech fázích směrem od západu. V první fázi, dokončené r. 1995, byly otevřeny zahrady Ledeburská a Malá Pálffyovská. V letech 1995-2000 pokračovala rekonstrukce Velké Pálffyovská, Kolovratské a Malé Fürstenberské zahrady. V poslední fázi byly renovovány terasové části zdaleka největší Velké Fürstenberské zahrady, otevřené veřejnosti r. 2008.

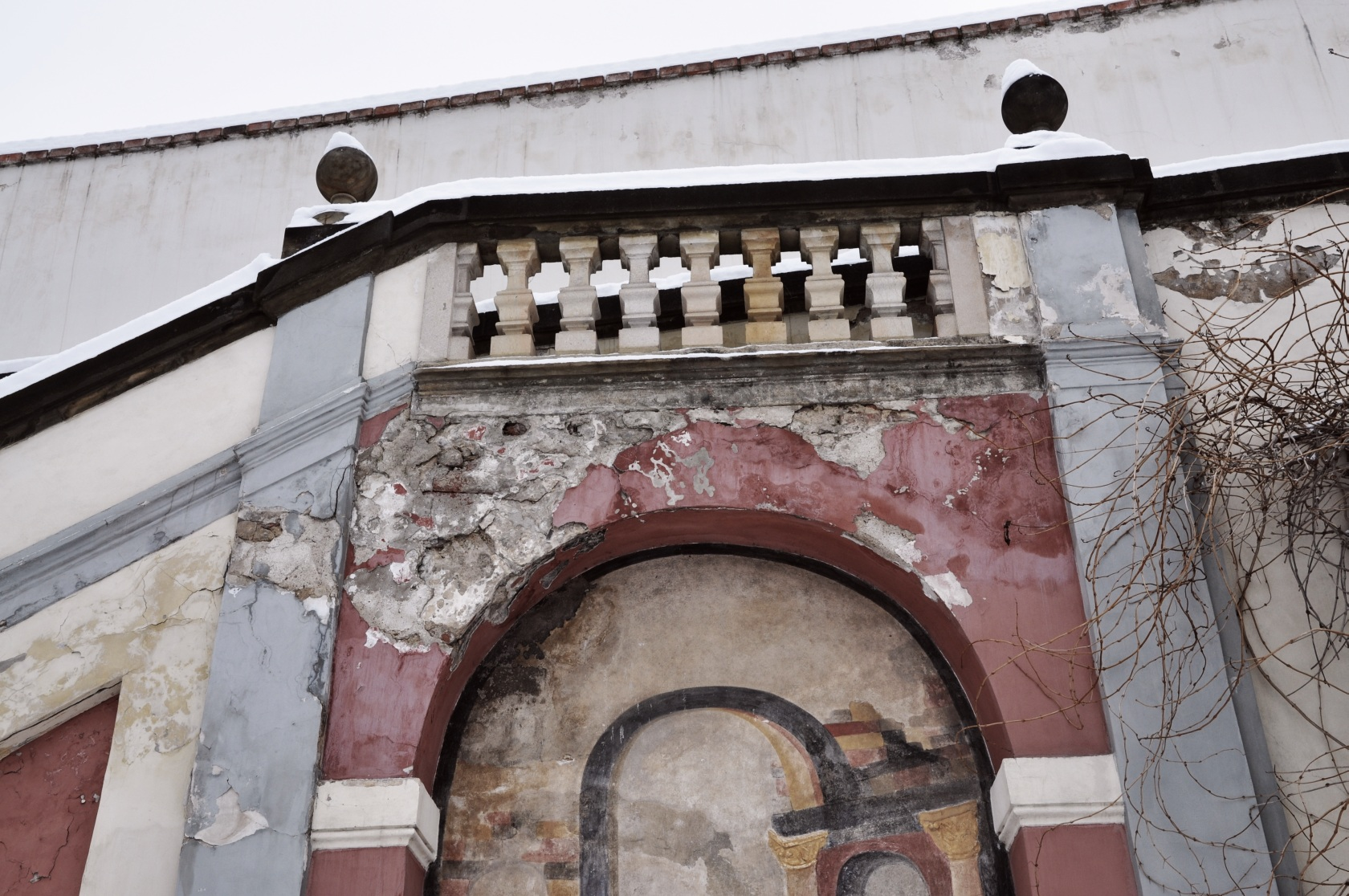
Degradace zdiva a omítek schodiště v parteru Ledeburské zahrady v roce 2010

Postupné chátrání zahrad, způsobené mj. některými nevhodnými technologiemi oprav v 90. letech 20. století i velkým klimatickým zatížením na strmém jižním svahu ostrožny Pražského hradu, vedlo v roce 2016 k zahájení další náročné rekonstrukce.

## Charakter zahrad
Obnovená barokní podoba zahrad pochází v zásadě z 18. století. Kromě velkého nepřístupného parteru kolem Fürstenberského paláce jsou zahrady tvořeny terasami, které člení strmý jižní, resp. jihovýchodní svah východní částí ostrožny Pražského hradu. Ledeburská, Velká Pálffyovská a obě Fürstenberské zahrady mají náročnou architektonickou úpravu, symetrickou koncepci se středovou osou, různě řešená schodiště a dekorativní a vyhlídkové architektonické prvky. Skromnější Malá Pálffyovská a Kolovratská zahrada mají užitkový (sadový) charakter a jednoduché opěrné zdi.

## Jednotlivé zahrady
Na Valdštejnském náměstí stojí Ledeburský palác, ústřední sídlo Národního památkového úřadu, který je správcem zahrad. Při průchodu Valdštejnskou ulicí jsou po levé straně ještě paláce Pálffyovský, Kolovratský a poslední Fürstenberský (Polské velvyslanectví). Za těmito paláci, resp. ve stráni nad nimi, jsou jednotlivé zahrady pojmenované podle paláců, ke kterým původně patřily.

### Ledeburská zahrada

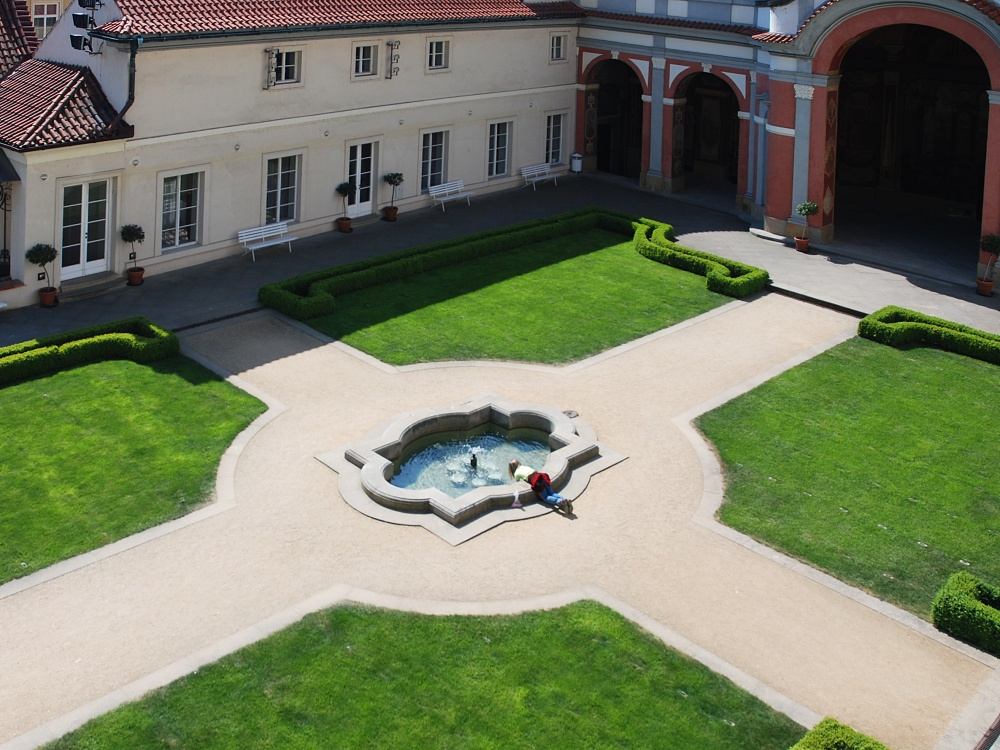
Ledeburská zahrada s dekorativní Salou Terrenou

Architektonicky nejvýznamnější je relativně velký, oproti úrovni ulice vyvýšený parter zahrady. Západní část uzavírá sala terrena uvnitř s bohatou dekorativní výzdobou, proti ní je náročně členěná stěna s výklenkem s fontánou a sochou Herkula a mohutným symetrickým schodištěm. Pouze levé rameno schodiště je funkční, umožňuje přístup do dalších teras zahrady. Terasy jsou přístupné kombinací středových a symetrických schodišť, na opěrných zdích se uplatňuje červené režné zdivo. Vrchní terase dominuje patrový otevřený pětiboký pavilon.

### Pálffyovská zahrada

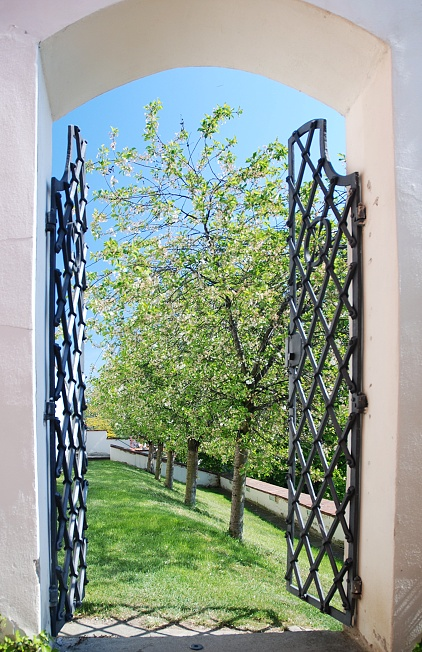
Jeden z průchodů do Malé Pálffyovské zahrady

Malá Pálffyovská zahrada má zvýrazněn původní užitkový charakter. Převažují proto volné travnaté plochy a ovocné stromy.
Velká Pálffyovská zahrada je architektonicky zajímavější. Spodní dvě terasy jsou širší, na druhé je uprostřed malá kruhová fontána a za ní portál tunelového schodiště se slunečními hodinami. Horní vyhlídková terasa je z nižší úrovně rovněž přístupná tunelovým schodištěm v ose zahrady. Uprostřed zahrady se nachází fontána s bohem Tritonem.

### Kolovratská zahrada
Kolovratská zahrada vznikla v polovině 19. století jako čistě užitková. Tento charakter si uchovala i po rekonstrukci. Zahradní architektura se omezuje převážně na ovocné stromy a trávníky. V původním zahradním domku je dnes malá kavárna. Zahrada je oddělena od Velké Pálffyovské zahrady původní románskou zdí velkého opevnění Malé Strany.

### Fürstenberská zahrada

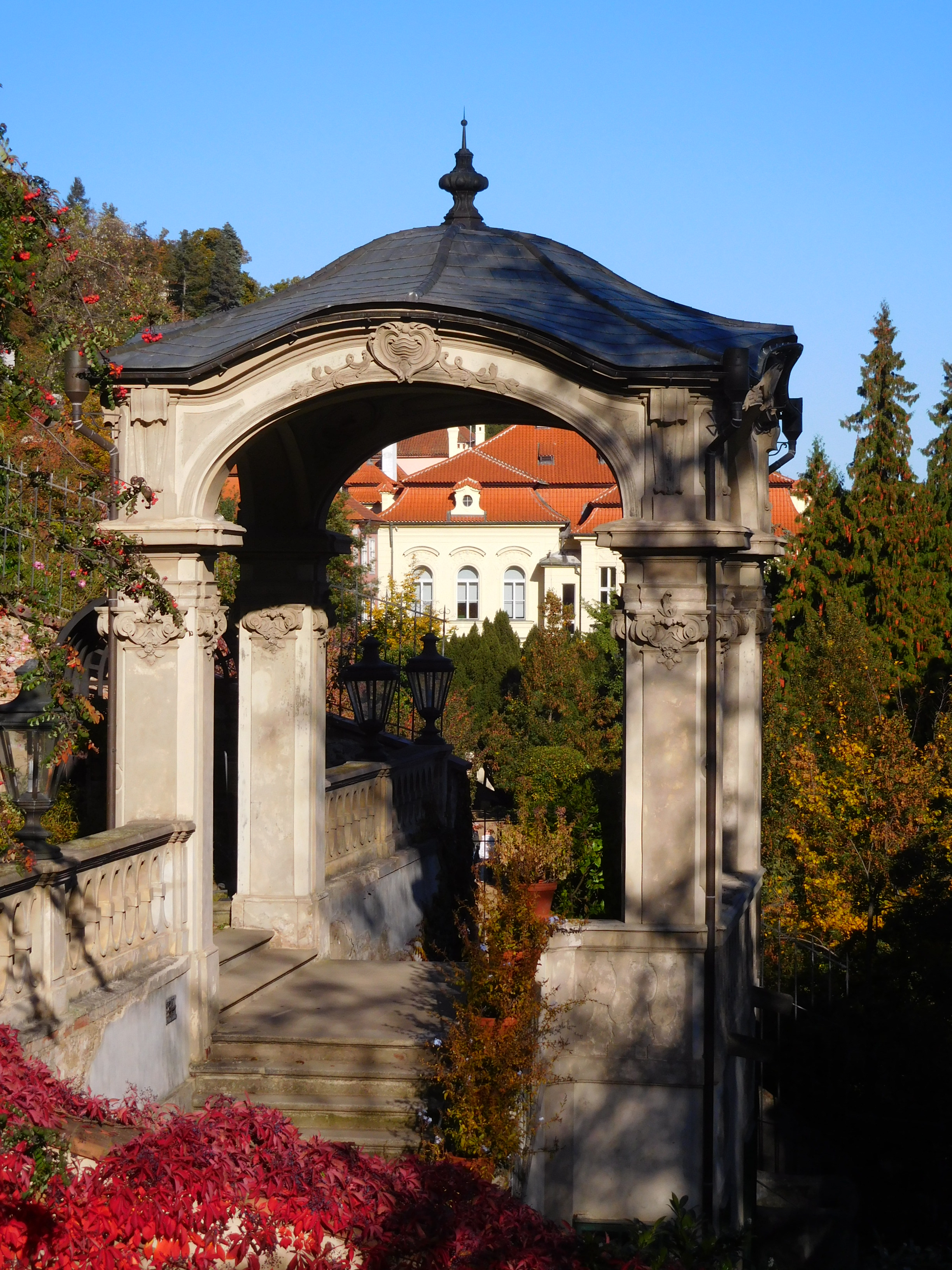
Gloriet v Malé Fürstenberské zahradě

Malá Fürstenberská zahrada má terasy ze všech palácových zahrad s nejbohatší dekorativností a architektonickým členěním. Typické jsou pro ni ozdobné balustrády a další štuková výzdoba. Ve spodní části je gloriet ve tvaru baldachýnu, od něho mezi dvěma oranžériemi na třetí terase vede středové schodiště kryté pergolou k lodžii v horní části zahrady. Od lodžie je vpravo přístup k vyhlídkové věži vysunuté nad Velkou zahradu. Věžička v komplexu zahrad tvoří výraznou dominantu.
Velká Fürstenberská zahrada je zdaleka největší zahradou v komplexu. Je rozdělena na nepřístupnou část kolem paláce (polské velvyslanectví) a přístupnou stupňovitou část. Množství teras a stoupajících cest je koncipováno symetricky kolem střední osy vrcholící dvoupodlažním glorietem. Ve střední části jsou také dvě oranžérie. Ve výsadbě dominuje vinná réva.